# Alonzo Babers
Alonzo C. Babers (Montgomery, 31 oktober 1961) is een voormalige Amerikaanse sprinter, die gespecialiseerd was in de 400 m. Hij nam eenmaal deel aan de Olympische Spelen en won bij die gelegenheid twee gouden medailles.

## Biografie

### Snelle opkomst
Babers kende een extreem korte atletiekloopbaan, waarin hij zich als 400 meterloper razendsnel ontwikkelde. Van 1979 tot 1983 volgde hij een opleiding aan de United States Air Force Academy, waar hij afstudeerde in de luchtvaarttechniek en de rang kreeg van Tweede Luitenant. Hij deed toen al aan atletiek, maar speelde ook gedurende een seizoen American football. In 1982 liet Babers als beste tijd op de 400 m 45,9 s noteren; een jaar later had hij zich al verbeterd tot 45,07 en nam hij deel aan de wereldkampioenschappen in Helsinki, waar hij deel uitmaakte van het Amerikaanse team op de 4 x 400 m estafette. Ondanks het feit, dat hij in de finale als eerste loper een uitstekende 400 m liep in 45,64 en als tweede het stokje overgaf aan tweede loper Sunder Nix, eindigde het Amerikaanse viertal op een teleurstellende zesde plaats vanwege een valpartij van derde loper Willy Smith. Terwijl hij pogingen deed om de leiding in de wedstrijd over te nemen van de Russen en de Duitsers, kwam Smith na 250 meter ten val. Voordat hij weer was opgekrabbeld, lag hij zesde en daar kon laatste loper Edwin Moses vervolgens niets meer aan veranderen.

### Tweemaal goud
In de eerste helft van 1984 verbeterde Alonzo Babers zich opnieuw. Tijdens de US Olympic Trials in Los Angeles liep hij in de halve finale van de 400 m een PR in 44,95. Later, in de finale, deed hij daar nog eens een schepje bovenop en realiseerde hij 44,86, waarmee hij zich definitief kwalificeerde voor het Amerikaans olympisch team.
Op de Olympische Spelen van Los Angeles nam Babers deel aan zowel de 400 m als de 4 x 400 m estafette. Nadat hij in de kwartfinale van de 400 m zijn PR alweer had verbeterd tot 44,75, liet hij drie dagen later in de finale met de indrukwekkende tijd van 44,27 de concurrentie ver achter zich. Gabriel Tiacoh (Ivoorkust) werd in 44,54 tweede en zijn landgenoot Antonio McKay in 44,71 derde.
Zijn tweede gouden medaille won Babers op de 4 x 400 m estafette, waar hij in de finale met zijn teamgenoten Sunder Nix, Ray Armstead en Antonio McKay in 2.57,91 naar een gemakkelijke overwinning snelde. In deze race ging Australië aanvankelijk aan de leiding, maar na een verwoestende 43,75 van Babers als tweede loper was de strijd gestreden en won het Amerikaanse team met ruim 1,2 seconden voorsprong op de Britten (tweede in 2.59,13).

### Abrupt einde
Zo snel als de atletiekcarrière van Alonzo Babers zich had ontwikkeld, zo abrupt eindigde deze. Terwijl hij zich nog aan het voorbereiden was voor de Olympische Spelen, was hij bevorderd tot Luitenant van de Amerikaanse Luchtmacht. Een maand na zijn dubbele gouden succes in Los Angeles meldde Babers zich bij de vliegersopleiding, waarna zijn carrière als piloot begon en zijn atletiekloopbaan eindigde.
Babers was van 1983 tot 1991 in actieve dienst bij de Luchtmacht en maakt sindsdien deel uit van de reserve-eenheid. Tegenwoordig vliegt hij als piloot van een Boeing 777 bij United Airlines.
Babers was als atleet aangesloten bij Bud Light Track America.

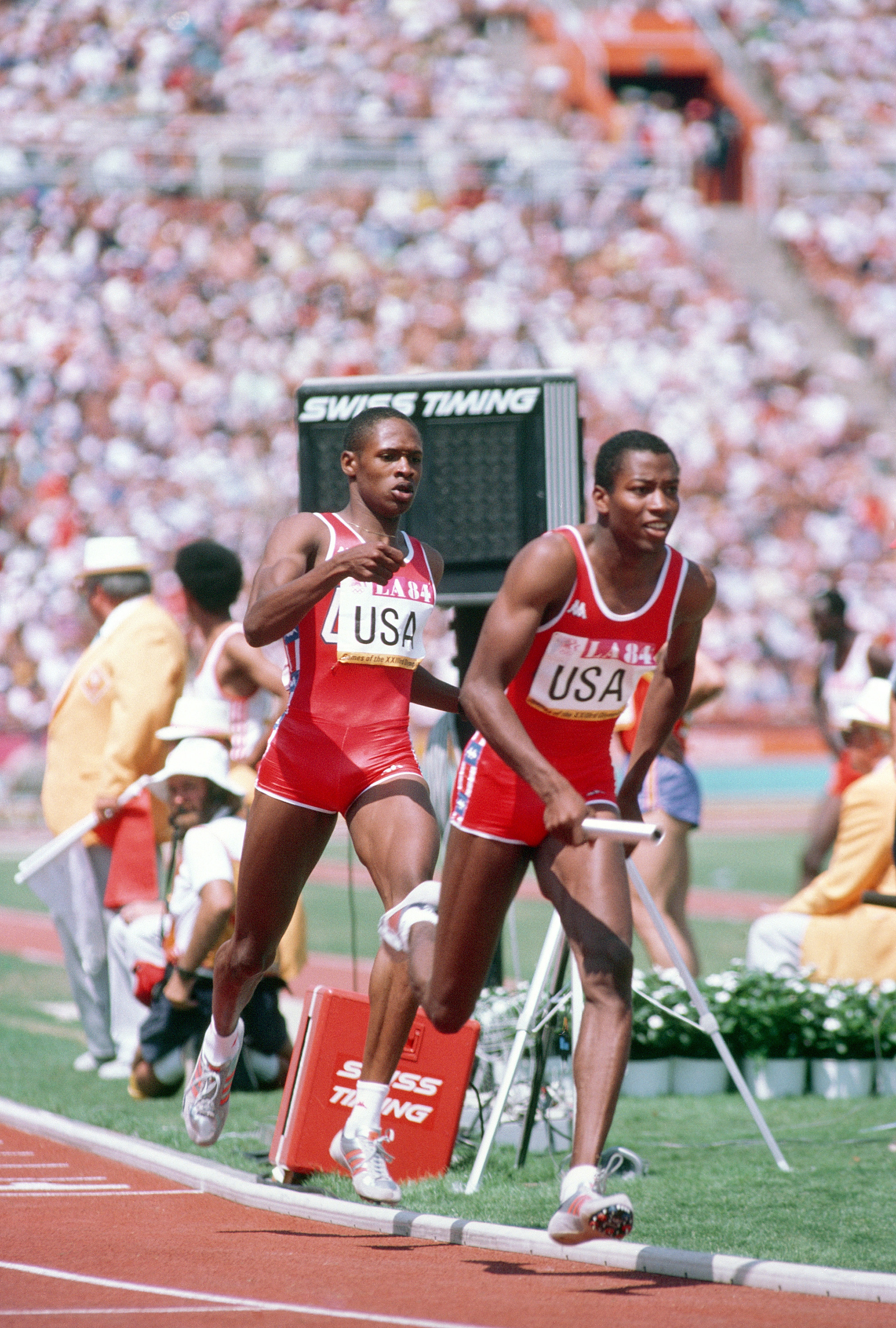
Babers aan het begin van zijn beslissend aandeel in de 4 x 400 m estafette tijdens de OS in 1984.

## Titels
- Olympisch kampioen 400 m - 1984
- Olympisch kampioen 4 x 400 m - 1984

## Persoonlijke records
Outdoor
| Onderdeel | Prestatie          | Datum            | Plaats      |
| --------- | ------------------ | ---------------- | ----------- |
| 200 m     | 20,82 s (+1,0 m/s) | 19 augustus 1984 | Hannover    |
| 400 m     | 44,27 s            | 8 augustus 1984  | Los Angeles |

Indoor
| Onderdeel | Prestatie | Datum            | Plaats    |
| --------- | --------- | ---------------- | --------- |
| 400 m     | 46,86 s   | 27 februari 1982 | Pocatello |

## Palmares

### 400 m
- 1984:  OS - 44,27 s

### 4 x 400 m
- 1983: 6e WK - 3.05,29
- 1984:  OS - 2.57,29

1896: Thomas Burke ·
1900: Maxey Long ·
1904: Harry Hillman ·
1908: Wyndham Halswelle ·
1912: Charles Reidpath ·
1920: Bevil Rudd ·
1924: Eric Liddell ·
1928: Ray Barbuti ·
1932: Bill Carr ·
1936: Archie Williams ·
1948: Arthur Wint ·
1952: George Rhoden ·
1956: Charlie Jenkins ·
1960: Otis Davis ·
1964: Mike Larrabee ·
1968: Lee Evans ·
1972: Vince Matthews ·
1976: Alberto Juantorena ·
1980: Viktor Markin ·
1984: Alonzo Babers ·
1988: Steve Lewis ·
1992: Quincy Watts ·
1996: Michael Johnson ·
2000: Michael Johnson ·
2004: Jeremy Wariner ·
2008: LaShawn Merritt ·
2012: Kirani James · 
2016: Wayde van Niekerk · 
2020: Steven Gardiner · 
2024: Quincy Hall
1912: Sheppard, Lindberg, Meredith, Reidpath ·
1920: Griffiths, Lindsay, Ainsworth-Davis, Butler ·
1924: Cochran, Helffrich, MacDonald, Stevenson ·
1928: Baird, Alderman, Spencer, Barbuti ·
1932: Fuqua, Ablowich, Warner, Carr ·
1936: Wolff, Rampling, Roberts, Brown ·
1948: Harnden, Bourland, Cochran, Whitfield ·
1952: Wint, Laing, McKenley, Rhoden ·
1956: Jenkins, Jones, Mashburn, Courtney ·
1960: Yerman, Young, G. Davis, O. Davis ·
1964: Cassell, Larrabee, Williams, Carr ·
1968: Matthews, Freeman, James, Evans ·
1972: Asati, Nyamau, Ouko, Sang ·
1976: Frazier, Brown, Newhouse, Parks ·
1980: Valiulis, Linge, Tsjernetski, Markin ·
1984: Nix, Armstead, Babers, McKay ·
1988: Everett, Lewis, Robinzine, Reynolds ·
1992: Valmon, Watts, Johnson, Lewis ·
1996: Harrison, Smith, Mills, Maybank ·
2000: Bada, Chukwu, Monye, Udo-Obong  ·
2004: Harris, Brew, Wariner, Williamson ·
2008: Merritt, Taylor, Neville, Wariner ·
2012: Brown, Pinder, Mathieu, Miller ·
2016: Hall, McQuay, Roberts, Merritt ·
2020: Cherry, Norman, Deadmon, Benjamin ·
2024: Bailey, Norwood, Deadmon, Benjamin